# Pierre Étienne Rémillieux
Pierre Étienne Rémillieux (Vienne, 1811 – Lione, 9 febbraio 1856) è stato un pittore francese.
Era allievo di Claude Bonnefond ed Augustin Thiérrat dell'École nationale des beaux-arts de Lyon. Ha esposto al Salon di Parigi dove ha guadagnato una medaglia di seconda categoria(1847) e una medaglia di terza categoria (1841).

## Musei
- Lyon, Musée des Beaux-Arts, Groupe de fleurs dans une coupe de fleurs, - Fleurs et fruits,
- Montpellier, Musée Fabre, Vase de Fleurs.

## Aste
- Parigi, 18 /12/ 1995, Enfant posant devant une balustrade et tenant un arc et une flèche, huile sur toile, 23 000 FF.
- New York, Sotheby's, 24 /10/ 1996 Poire, pêches et prunes sur un entablement, huile sur toile, 9 200 $